# Paulo Machado Gomes Aguiar
Paulo Machado Gomes Aguiar é uma personagem fictícia do livro Agosto de autoria de Rubem Fonseca.
Apesar de morrer logo na primeira página do livro, Gomes Aguiar é uma das principais personagens do enredo, pois é com a investigação de sua morte que se desenrola a trama policial. Associando mortes fictícias com um drama político real, que é os episódios que antecedem o suicídio de Getúlio Vargas, Agosto tornou-se um Bestseller logo após o seu lançamento e para tanto, Paulo Machado Gomes Aguiar de personagem de livro foi transformado em uma personagem televisivo, sendo representado em uma minisséria de televisão.

## Biografia da personagem
Paulo Machado Gomes Aguiar (Rio de Janeiro, 12 de janeiro de 1924 - Rio de Janeiro, 1 de agosto de 1954) foi um advogado e empresário brasileiro.
Formado em direito pela Faculdade Nacional de Direito em 1947, Gomes Aguiar fundou a Cemtex em 1951, empresa esta que tornou-se a maior importadora e exportadora do Brasil na década de 1950.
Gomes Aguiar foi assassinado na madrugada de 1° de agosto de 1954 em seu apartamento localizado no Edifício Deauville, no então Distrito Federal do Brasil.

## Na televisão
Gomes Aguiar foi interpretado pelo ator Paulo Fernando na minissérie exibida pela Rede Globo entre 24 de agosto e 17 de setembro de 1993.